# Cadillac Escalade
Cadillac Escalade (укр. Кадилак Ескалейд) — повнорозмірний люксовий SUV, що виробляються компанією Cadillac з 1999 року.

## Cadillac Escalade 1 GMT 400 (1999—2002)

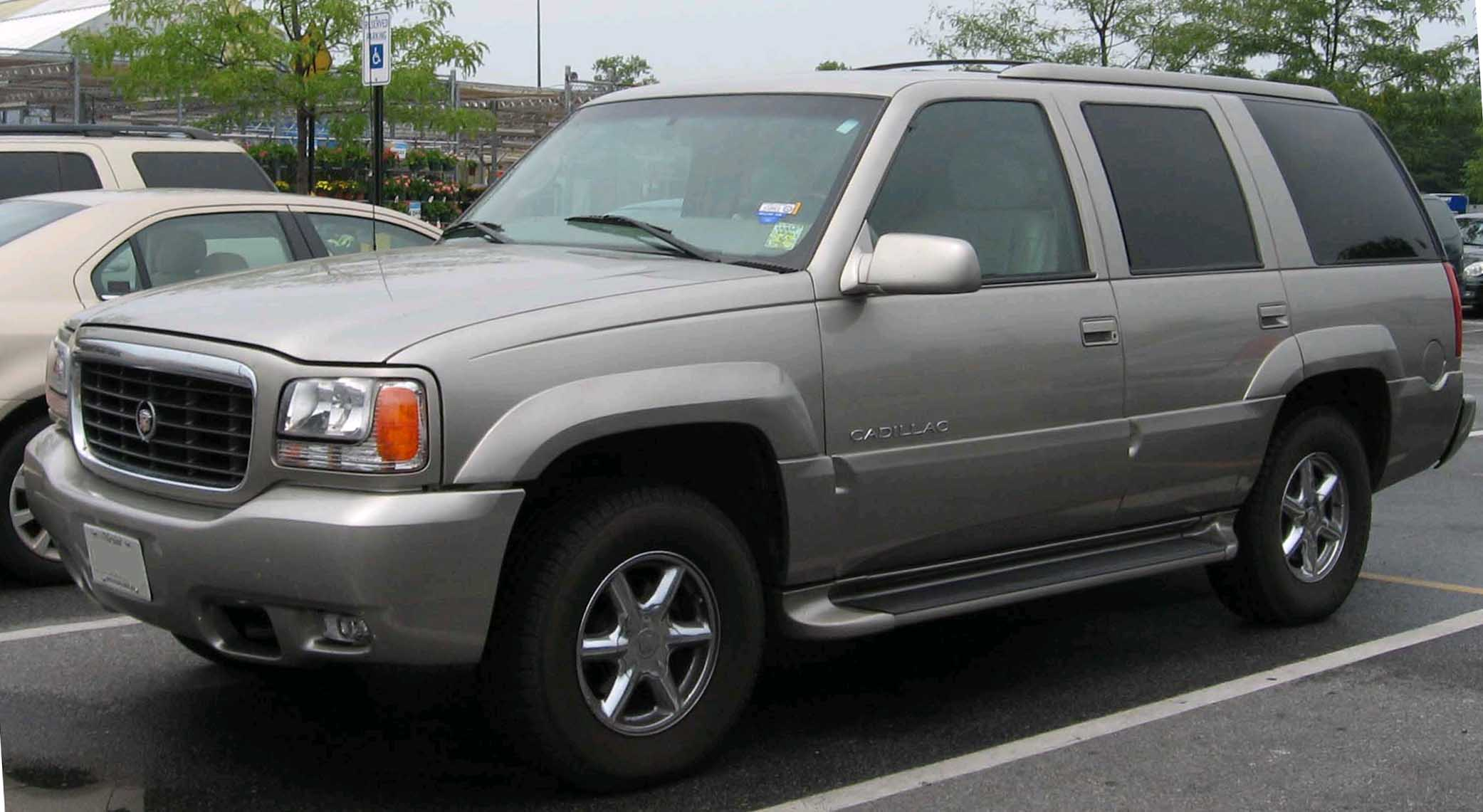
Cadillac Escalade 1

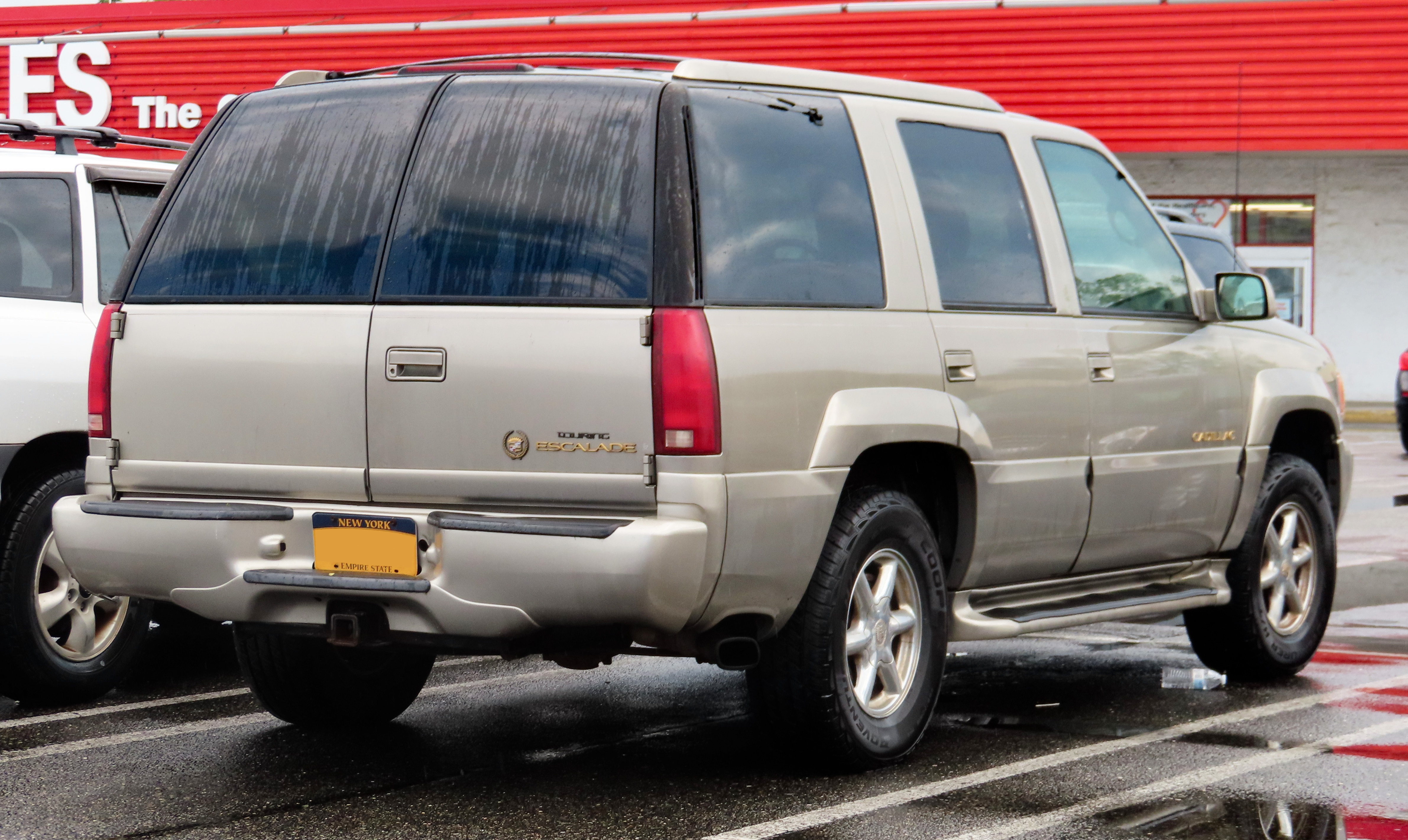

1999 року вийшла перша модель Escalade у відповідь на автомобілі німецьких та японських концернів, адже на той час Фордом вже випускав модель Expedition, а Лінкольном модель Navigator. Перший Escalade зійшов з конвеєра лише через 10 місяців після того, як його проєкт був схвалений, проте це був не абсолютно новий автомобіль, а перероблена модель GMC Yukon Denali. Причому змінам піддалися тільки деталі салону і передня частина автомобіля. Перші Ескалайди побудовані на заводі в Арлінгтоні, штат Техас, США.
Кадилак Ескалейд в той час конкурував з Range Rover, Infiniti QX, Mercedes-Benz, Lexus LX, Toyota Land Cruiser, Lincoln Navigator.
Перше покоління Ескалейд збудовано на платформі GMT400 і випускалося винятково з п'ятимісним кузовом. Всі зусилля GM і Cadillac, спрямовані на розкрутку першого покоління виявилися марними, бо за своїми габаритами Ескалейд програвав своєму єдиному конкуренту на американському ринку — Навігатору. Після дворічних спроб модель Ескалейд все-таки направили на доопрацювання в GM, щоб «позбавити» її залежності від GMC Yukon Denali та випустити повністю незалежний позашляховик класу люкс. Перше покоління оснащувалося тими ж вузлами та агрегатами, що GMC Yukon Denali: двигун 5,7 л Vortec V8 5700 255 к.с. (190 кВт), який був явно менш потужним порівняно з 300 сильним двигуном Лінкольна Навігатора, оснащувалися системою повного приводу Autotrac selectable 4x4, автоматичною чотириступінчастою коробкою перемикання передач 4L60-E. Передня підвіска двохважільна торсіонна, задня — залежна ресорна. У салоні ж було набагато приємнішим, ніж в GMC Yukon Denali — шкіряні крісла з емблемою Cadillac акустична система Bose, панель приладів з білим підсвічуванням і спідометр, проградуйований до 120 миль/год.
Відповідно до досліджень Highway Loss Data Institute Кадилак Ескалейд першого покоління став найпопулярнішим серед викрадачів джипів в Америці.

### Двигун
- 5.7 л L31 V8 255 к.с.

## Cadillac Escalade 2 GMT 800 (2002—2006)

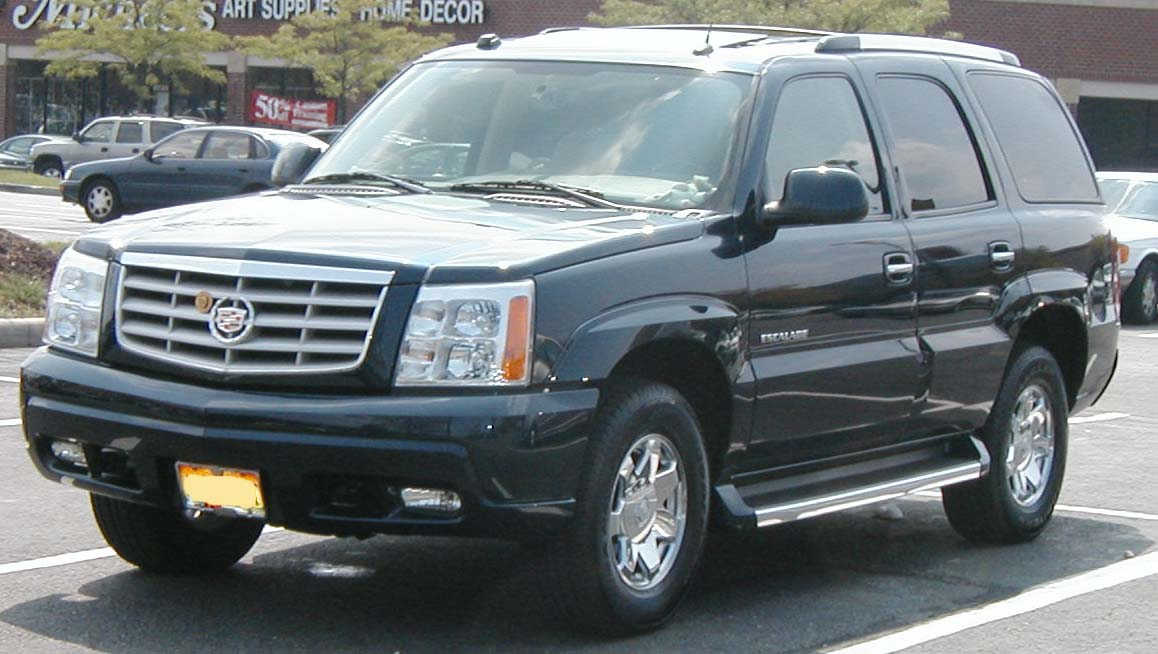
Cadillac Escalade 2

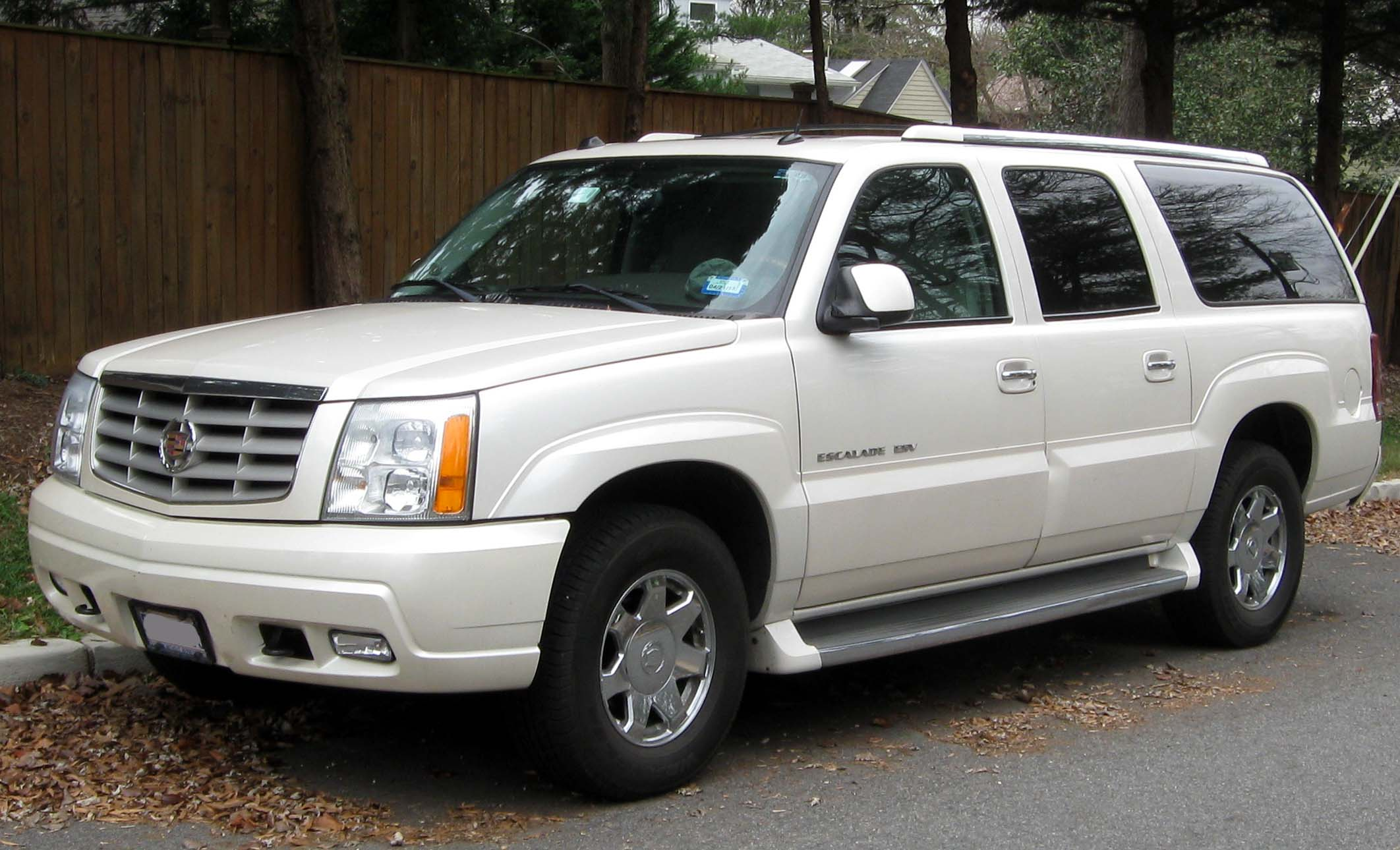
Cadillac Escalade ESV

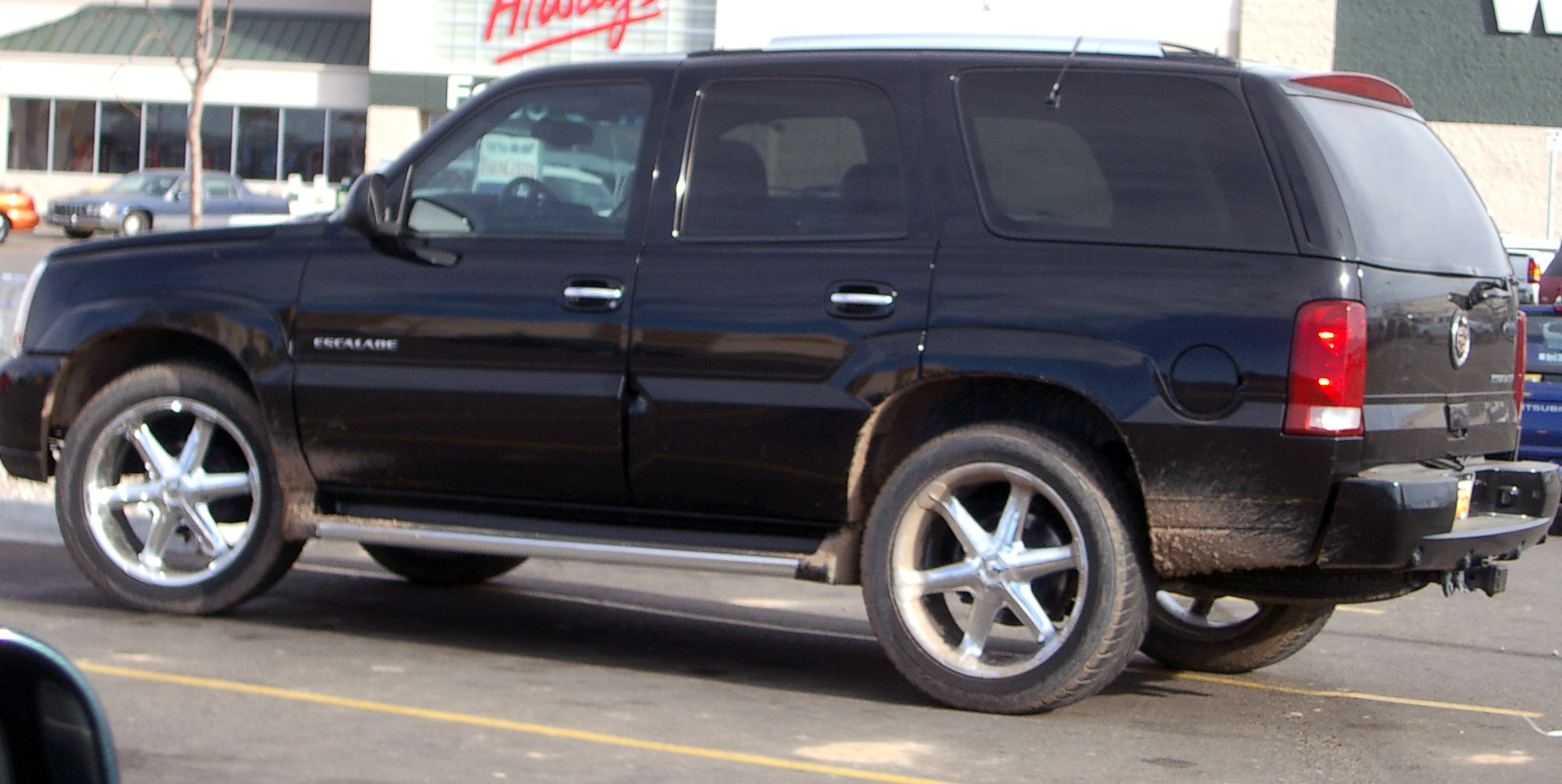

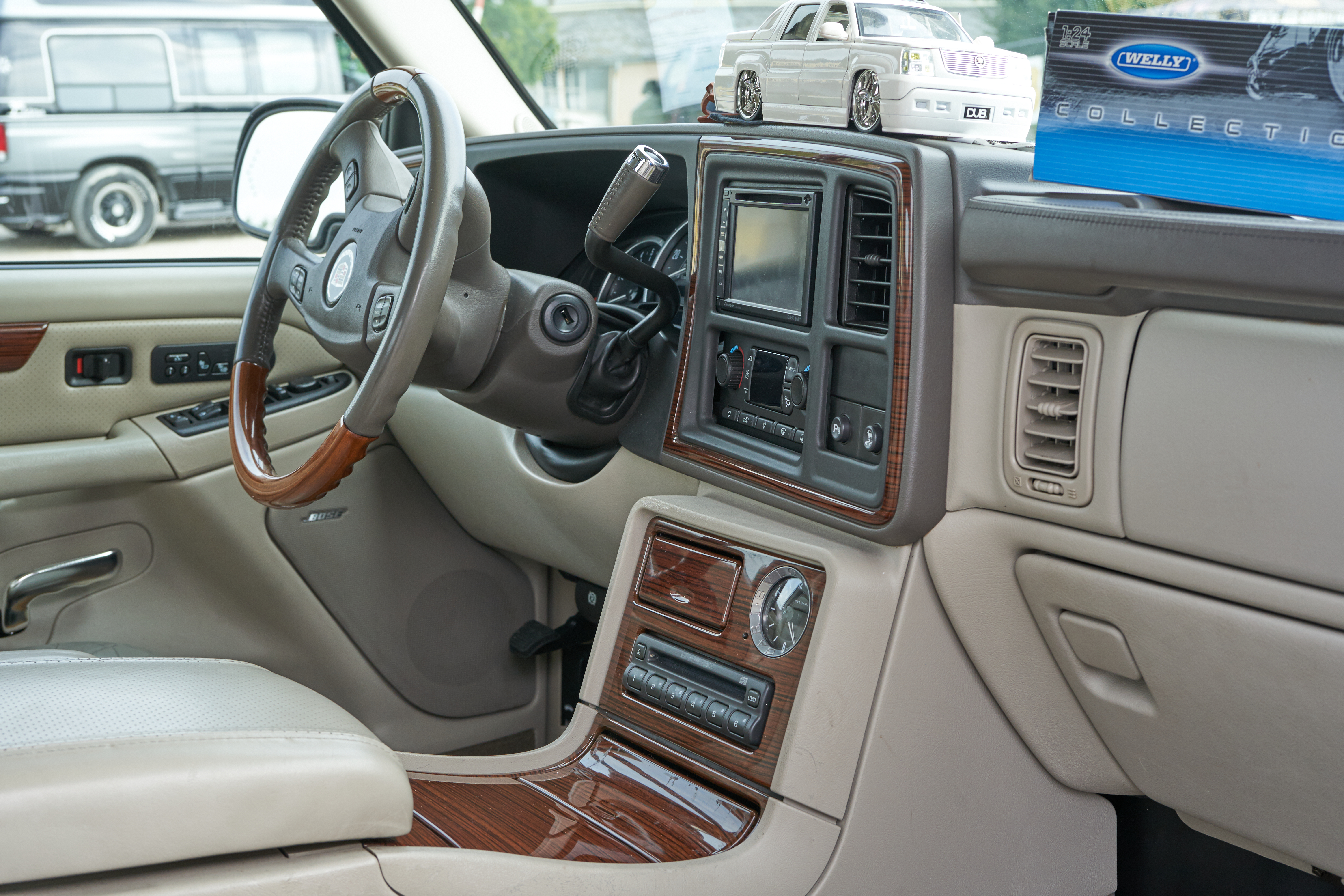

Дебют другого покоління, оформленого в новому фірмовому стилі Art and Science, збудований на платформі GMT800, у січні 2001 року. Версій стало три: семи- і восьмимісні універсали довжиною 5,05 і 5,57 м (ESV) і пікап EXT. Базова модифікація до 2005 року оснащувалася мотором Vortec V8 5.3 л LM7 (285—295 к.с.) і заднім приводом. Альтернативний шестилітровий HO Vortec V8 LQ9 розвивав 345 к.с., який можна було вибрати із заднім або постійним повним приводом. Чотириступінчаста АКПП залишився колишнім, як і роздавальна коробка з демультиплікатором. Підвіски зберегли стару схему, але отримали систему автоматичного регулювання кліренсу, що виріс до 270 мм.

### Двигуни
В різний час автомобіль комплектувався наступними двигунами:
- 2002—2003 5.3 л LM7 Vortec V8, 285 кінських сил (213 кВт)
- 2004—2006 5.3 л LM7 Vortec V8, 295 кінських сил (220 кВт)
- 2002—2003 6.0 л LQ4 Vortec V8, 345 кінських сил (257 кВт)
- 2004—2006 6.0 л LQ9 HO Vortec V8, 345 кінських сил (257 кВт)

## Cadillac Escalade 3 GMT 900 (2007-2014)

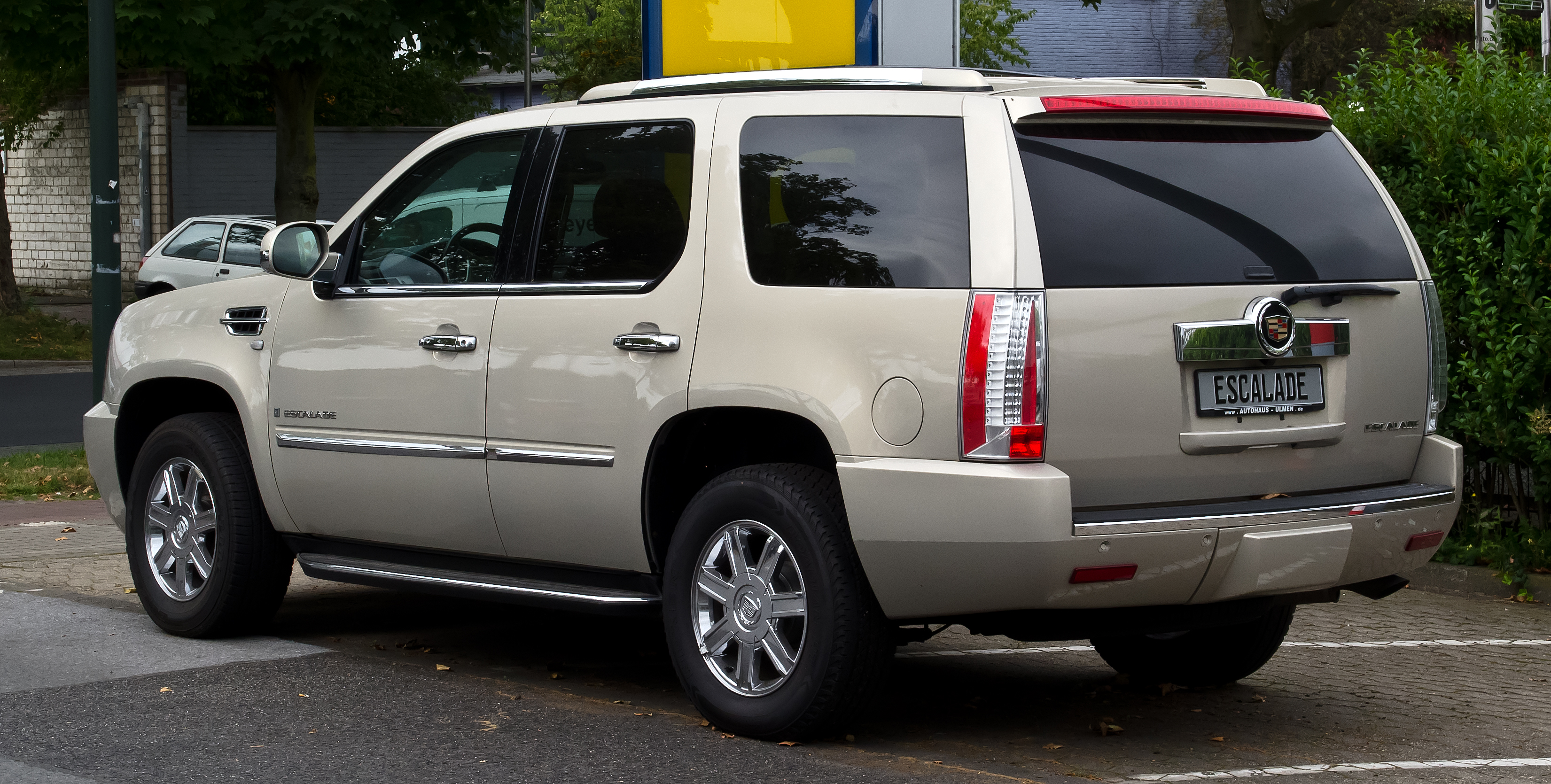
Cadillac Escalade 3

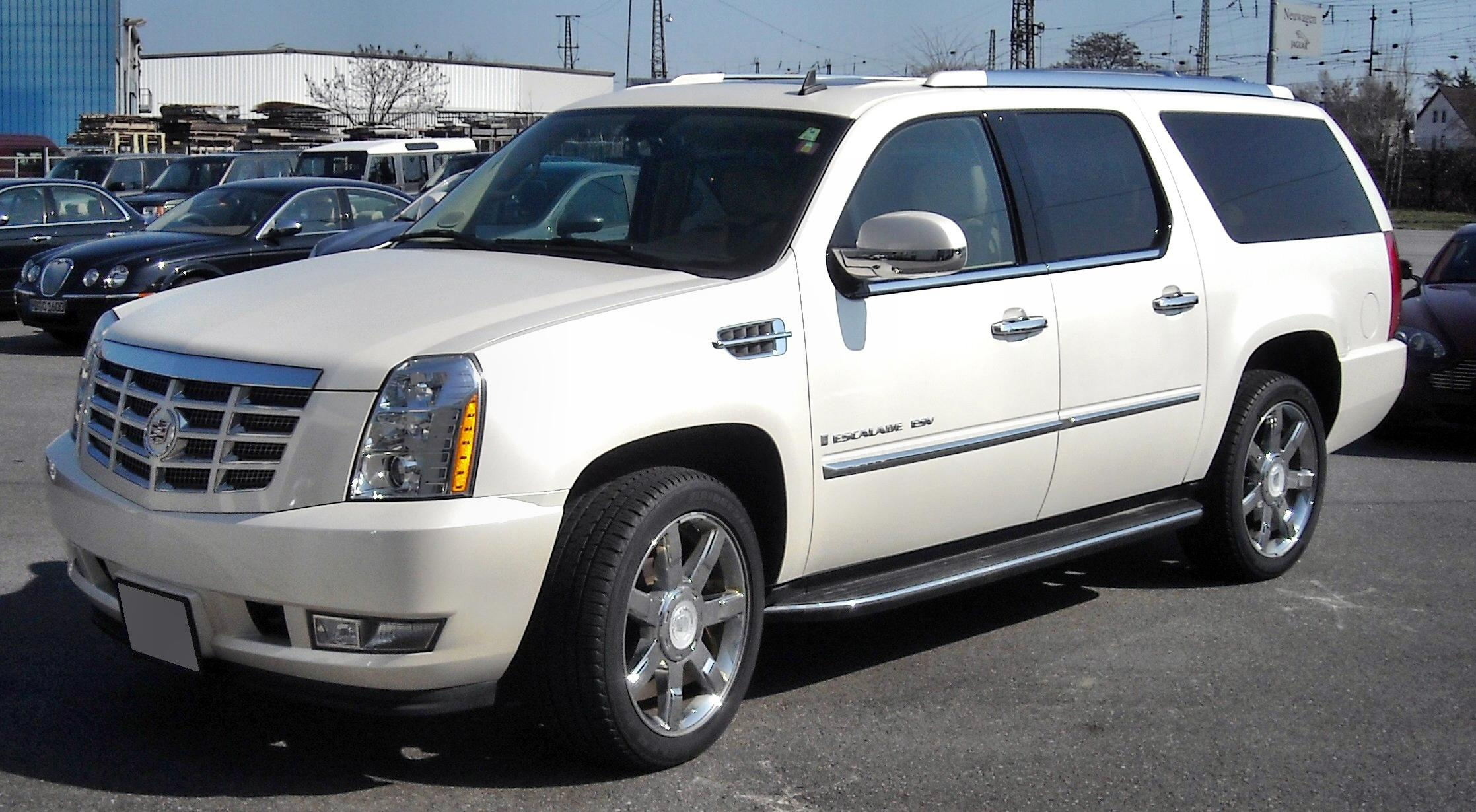
Cadillac Escalade ESV

Автомобіль комплектується бензиновим двигуном Vortec 6.2L V8 SFI потужністю 403 к.с. при 5700 об/хв і крутним моментом 565 при 4400 об/хв.
Восени 2005 року Cadillac представив Escalade третє покоління на платформі GMT900. Виробництво в Техасі почалося в січні 2006 року. Машина збільшилася в довжину ще на десяток сантиметрів, зберігши всі три варіанти. Новий двигун Vortec V8 6.2 (409 к.с., 565 Нм) із заводським індексом L92 отримав змінювані фази газорозподілу на впуску і випуску, що рідко зустрічається на нижневальном моторах. Нова коробка передач — шестиступінчаста АКПП GM Hydra-Matic 6L80. Третій Escalade набирав 100 км/год за 6,5-6,7 с залежно від типу приводу — на вибір і раніше пропонувався задній або постійний повний, але вже без понижувального ряду. Роздавальна коробка з планетарним диференціалом розподіляла крутний момент у співвідношенні 40:60. Передня і задня підвіски стали пружинними, дорожній просвіт скоротився до 230 мм. Система Magnetic Ride з'явилася спочатку як опція, а з 2009 року модельного року увійшла в стандартне оснащення всіх версій. Рік потому двигун навчили відключати циліндри (оновлений мотор отримав індекс L94).

### Hybrid

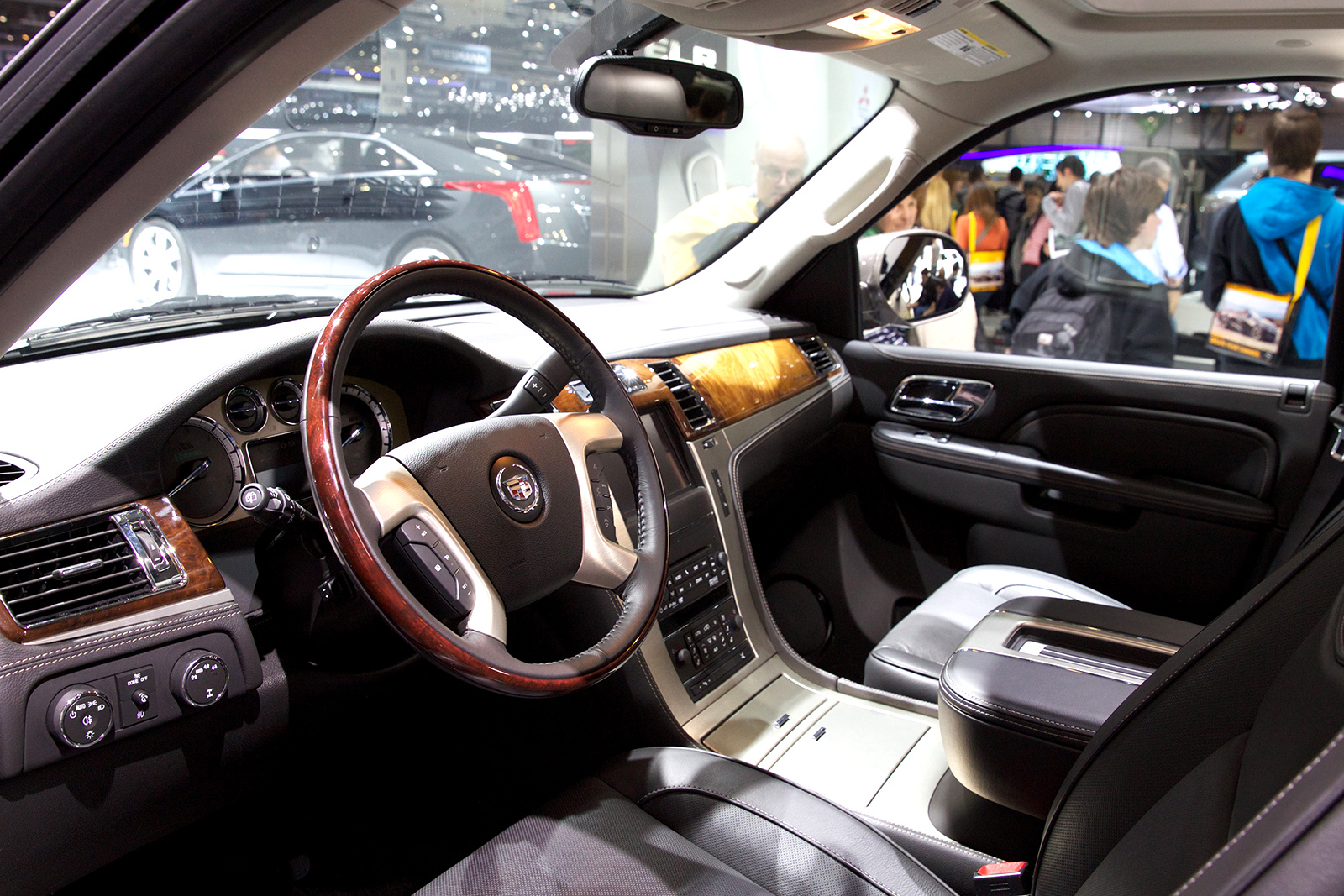
Cadillac Escalade

Восени 2008 року в гамі Ескалейд з'явилася гібридна модифікація з двигуном V8 6.0 LZ1 (337 к.с.) і парою синхронних 30-кіловатних електромоторів. Сукупна потужність силової установки склала 374 к.с., завдяки чому автомобіль масою 2720 кг розганявся з місця до сотні за 7,5-8,4 с (дані різняться залежно від року випуску). Машина випускалася з повним або заднім приводом. На гібриді вперше встановлений електричний підсилювач керма. У 2010 році гібридна модифікація стала двохпаливної: крім бензину допускалося застосування етанол-яке містить палива E85.

### Двигуни
- 6.0 л LFA V8 hybrid
- 6.0 л LZ1 V8 hybrid
- 6.2 л L92 V8
- 6.2 л L9H V8 + етанол
- 6.2 л L94 V8 + етанол

## Четверте покоління GMT K2XL (2014—2019)

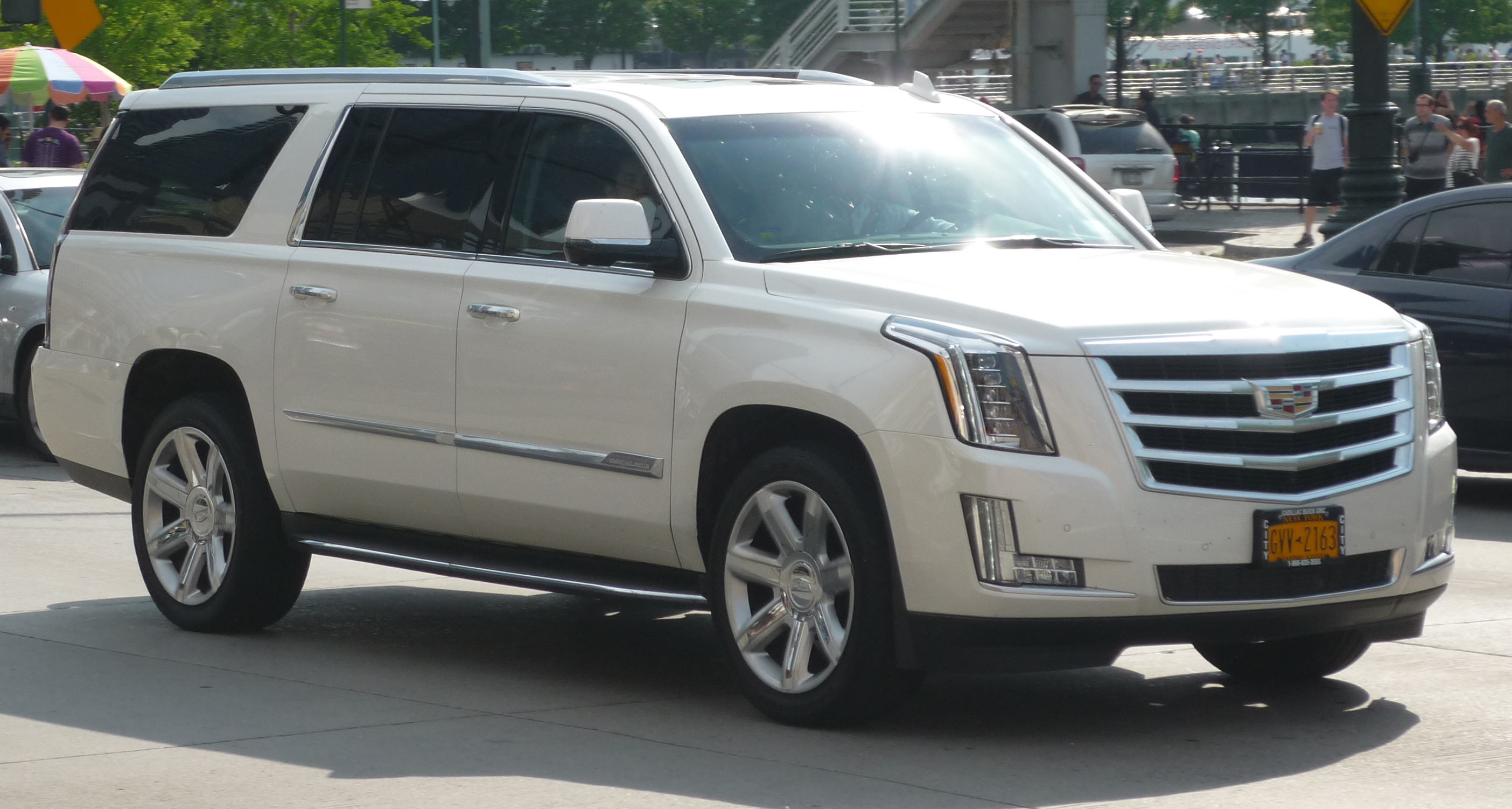
Cadillac Escalade 4 ESV

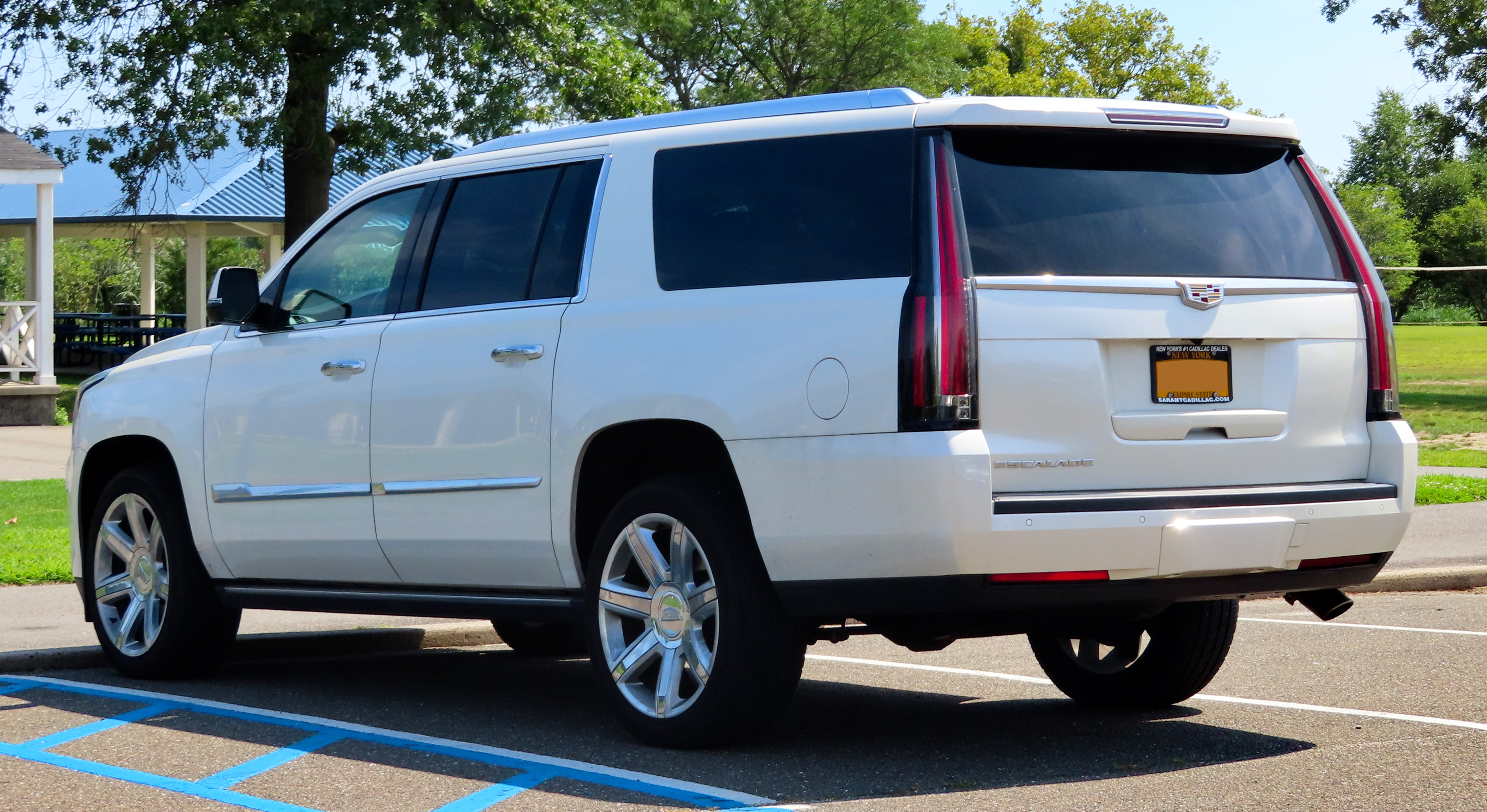
Cadillac Escalade 4 ESV

7 жовтня 2013 року в Нью-Йорку представлено четверте покоління Cadillac Escalade в вигляді звичайної та подовженої версії ESV. Виробництво Escalade почалося в січні 2014 року на заводі GM в Арлінгтон, штат Техас, у продаж автомобіль надійшов у квітні 2014 як модель 2015 року. Автомобіль збудовано на платформі GMTK2XX і комплектується двигуном 6.2 л EcoTec3 V8 FlexFuel з безпосереднім впорскуванням палива, системою деактивації частини циліндрів і постійною зміною фаз газорозподілу, з потужністю 409 к.с. (в США — 420 к.с.) і крутним моментом 623 Нм.
Cadillac Escalade як зі стандартною, так і з подовженою колісною базою, доступний у чотирьох комплектаціях: Escalade, Luxury, Premium Luxury, Platinum. Комплектація впливає лише на оздоблення салону, функції безпеки та комфорту. Двигун V8 об'ємом 6,2 літра та 10-діапазонна АКПП однакові для всіх версій Escalade.

### Двигун
- 6.2 л EcoTec3 L86 V8 409, 420 к.с. 623 Нм

## П'яте покоління GMT T1XX (з 2020)

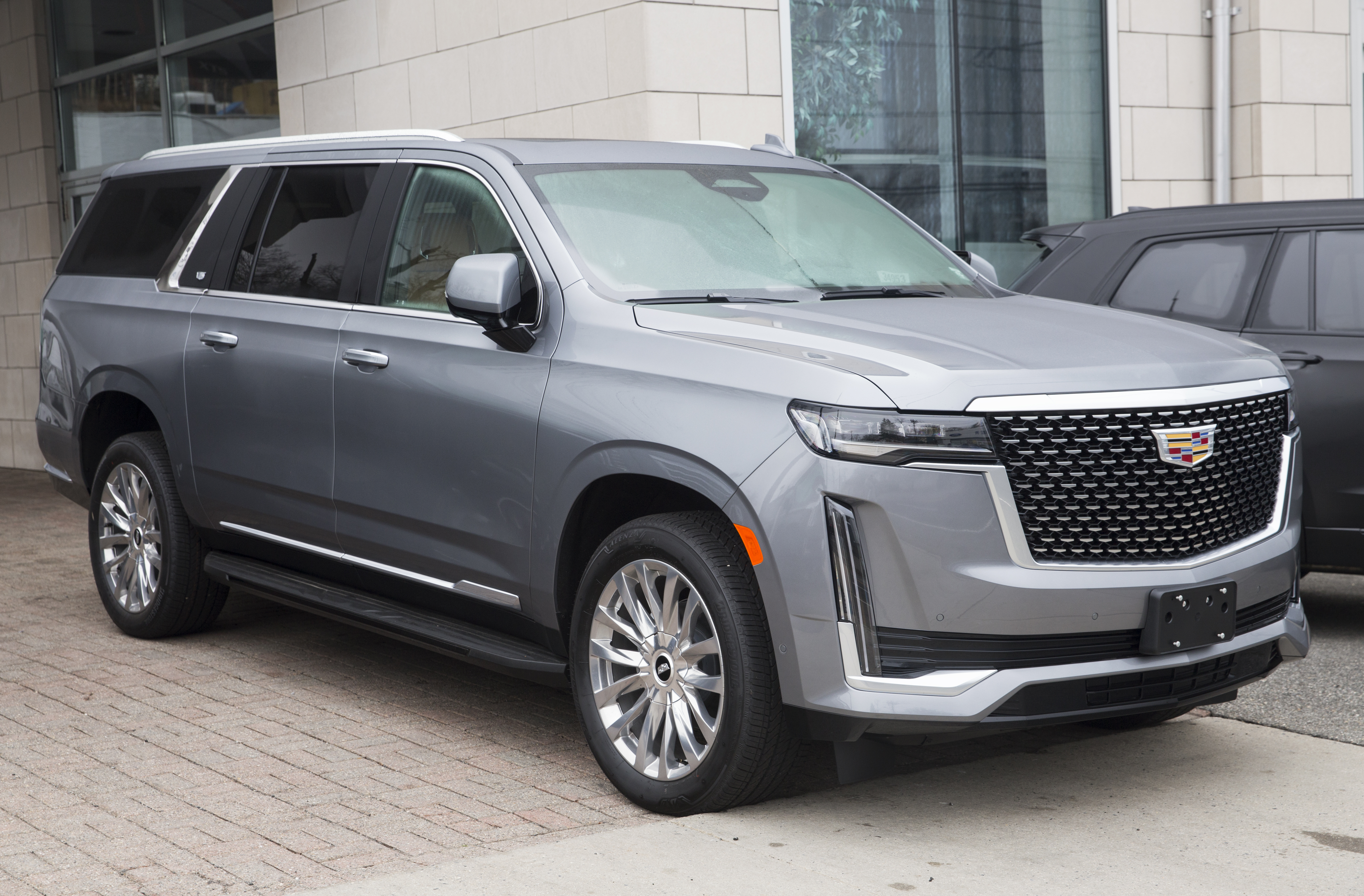
Cadillac Escalade 4 ESV (2020―2024)

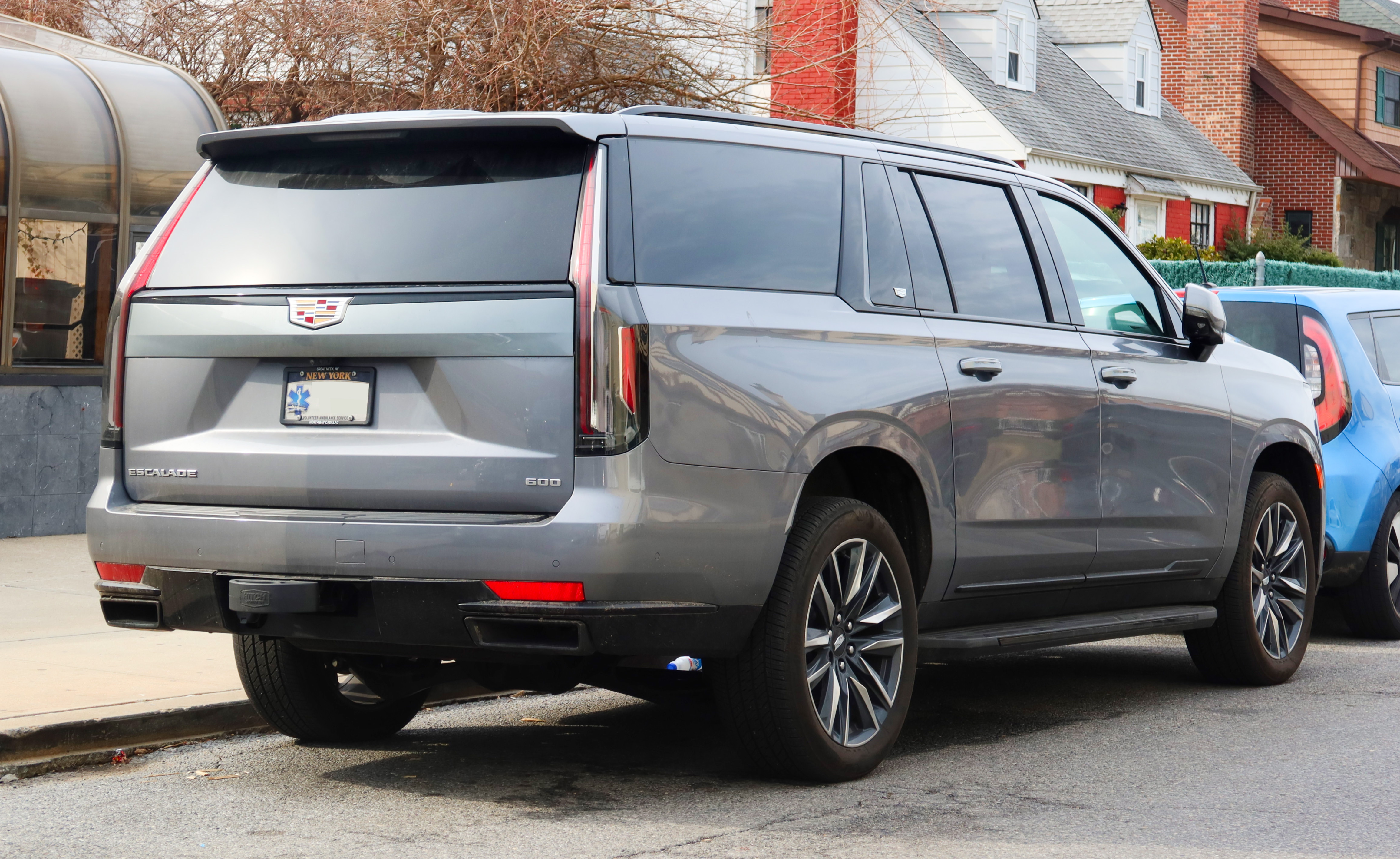

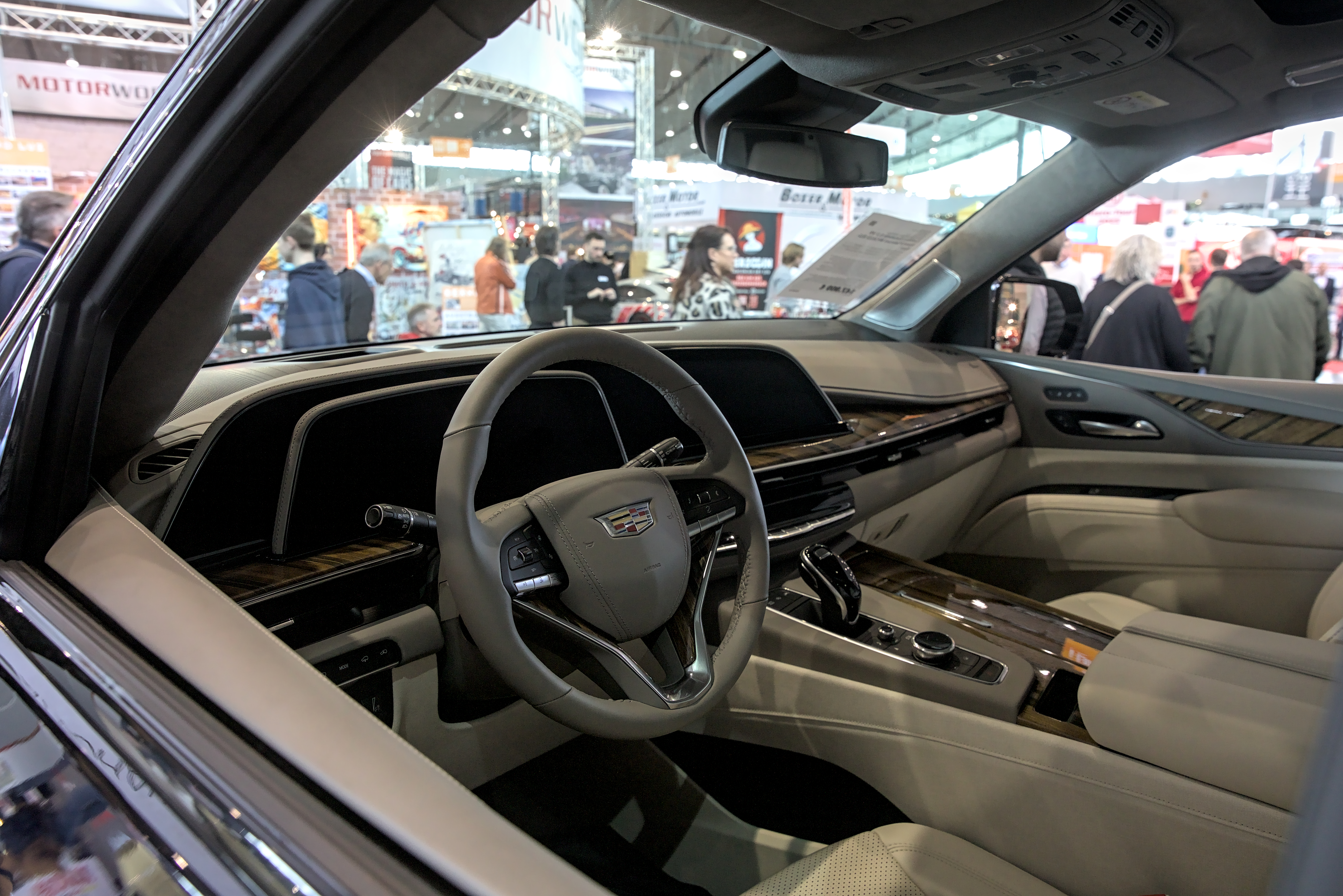

5 лютого 2020 року в Лос-Анджелесі дебютував Cadillac Escalade п'ятого покоління. Позашляховик, збудований на платформі GMT-T1XX, отримав незалежну підвіску всіх коліс з задньою багатоважільною підвіскою. Опціонально на обох осях можуть стояти адаптивна пневмопідвіска Air Ride з регулюванням кліренсу та амортизатори Magnetic Ride. Опції: повний привід і задній диференціал з електронним блокуванням eLSD.
Довжина, ширина, висота, колісна база моделі дорівнює 5382 мм, 2059 мм, 1948 мм, 3071 мм. Подовжена версія Escalade ESV: 5766 мм, 2059 мм, 1942 мм, 3407 мм.
Cadillac Escalade п'ятого покоління отримав оновлений інтер'єр з вигнутим OLED-дисплеєм замість приладової панелі та екрану мультимедіа. 

### Escalade-V
У 2022 році Cadillac випустив спортивну версію Escalade, яка отримала назву Escalade-V.  
Escalade-V - це найбільший спортивний позашляховик на американському ринку. 
Він використовує 6,2-літровий двигун V8 з наддувом. З потужністю 682 кінські сили (509 кВт) і обертовим моментом 885 Н⋅м, він оснащений 10-ступінчастою автоматичною коробкою передач, а розгін від 0 до 60 миль на годину (від 0 до 97 км/год) займає всього 4,4 секунди. Автомобіль оснащений системою повного приводу, тому потужність двигуна завжди розподіляється на обидві осі. Зазвичай налаштований на розподіл крутного моменту 50/50, V-режим дозволяє адаптувати AWD до бажаних налаштувань водія. Розподіл крутного моменту між передньою та задньою віссю можна регулювати у співвідношенні 50/50 в режимі Snow, 40/60 в режимі Tour та 30/70 в режимі Sport. Рекомендована ціна починається від $149 990. Також доступна модель з подовженою колісною базою - Escalade-V ESV (іноді її називають Escalade ESV-V або Escalade ESV V-серії).

### Оновлення 2024 року

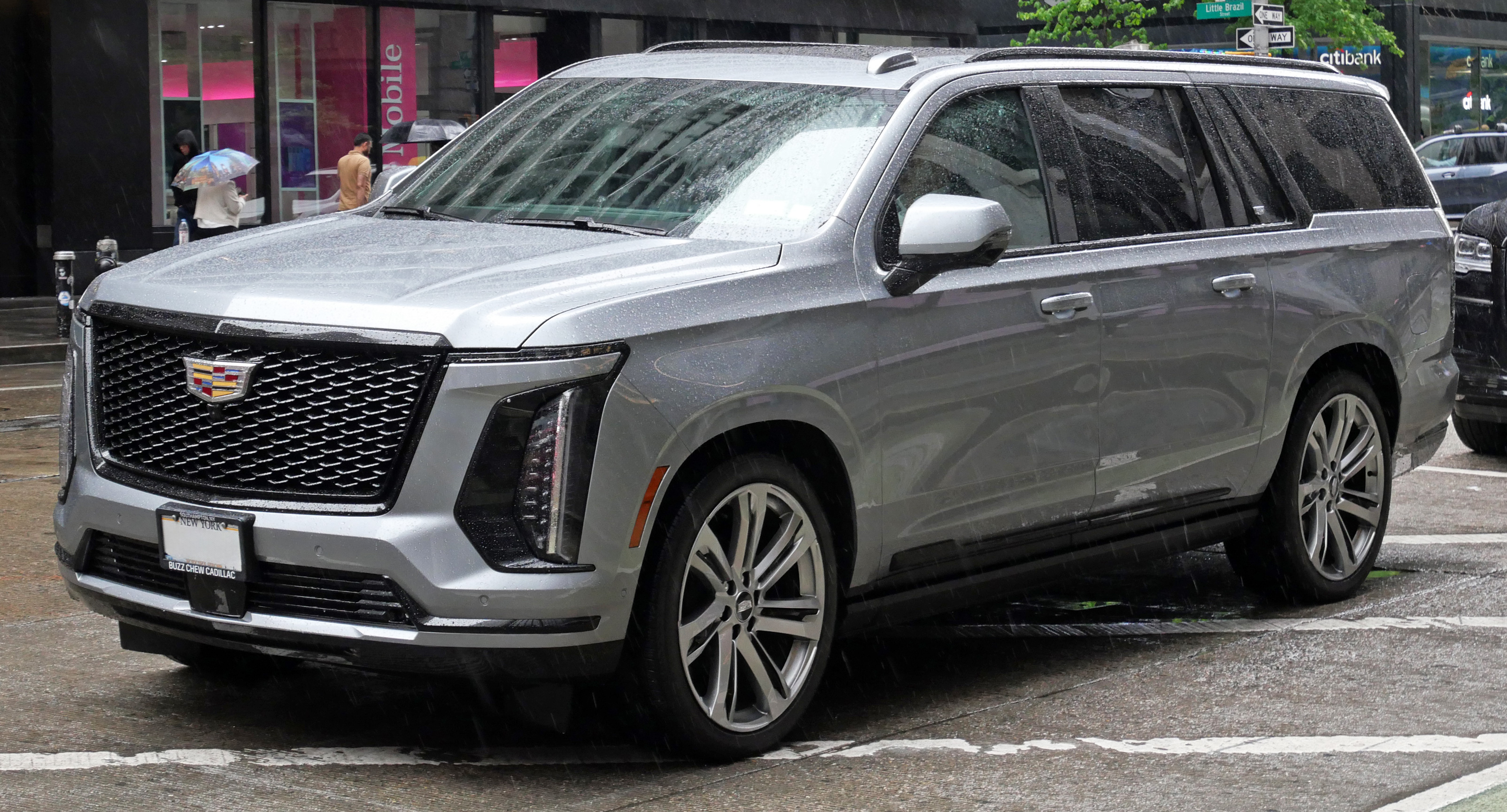
Cadillac Escalade 4 ESV (з 2024)

General Motors випустила оновлення для Escalade 17 липня 2024 року для 2025 модельного року.
Зміни включають нову передню панель з вертикальними фарами, запозиченими у Escalade IQ, новий логотип з підсвічуванням на решітці радіатора, нову решітку радіатора з підсвічуванням, задня частина отримала нові задні ліхтарі та новий бампер, нові кольори екстер'єру, нові дизайни легкосплавних дисків, а також 24-дюймові легкосплавні диски, які були вперше встановлені на моделі Escalade. Інтер'єр був перероблений таким чином, що в ньому з'явилися елементи від Escalade IQ, такі як новий вигнутий 55-дюймовий дисплей, що об'єднує дисплеї водія та пасажира, новий додатковий нижній екран для керування налаштуваннями автомобіля, нове рульове колесо, новий підрульовий перемикач для автоматичної коробки передач, новий пакет Executive Second Row, який включає центральну консоль із заднім командним центром та двома 12,6-дюймовими сенсорними дисплеями, нові бічні двері з електроприводом, а також нові кольорові рішення для інтер'єру. Для моделі з фейсліфтингом було знято з виробництва дизельний двигун.

### Двигуни
- 6.2 L87 EcoTec3 V8 425 к.с. 623 Нм
- 6.2 LT4 supercharged V8 682 к.с. 885 Нм (Escalade V)
- 3.0 LM2 Duramax I6 turbodiesel 281 к.с. 623 Нм

## Cadillac Escalade IQ

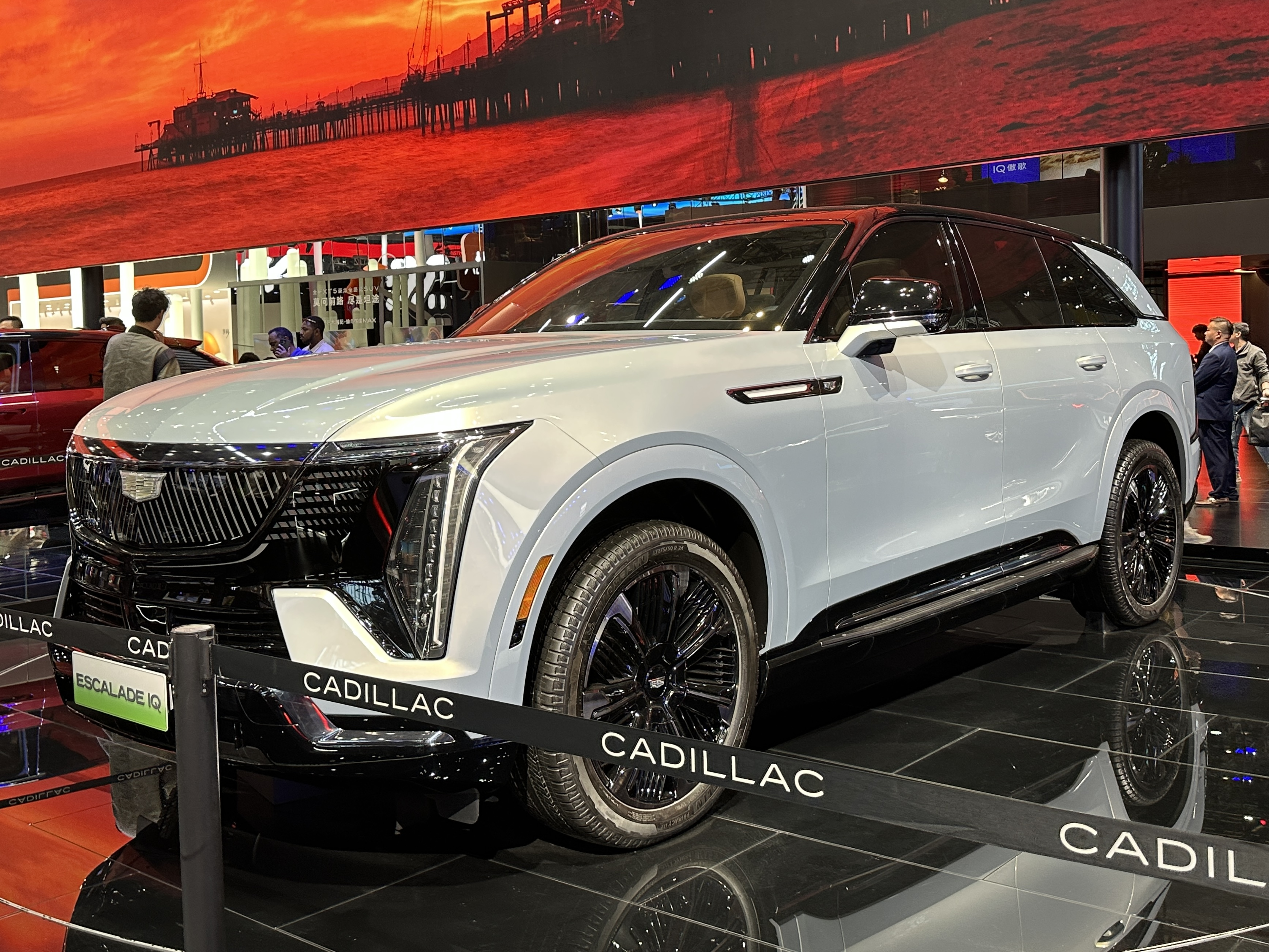
Cadillac Escalade IQ

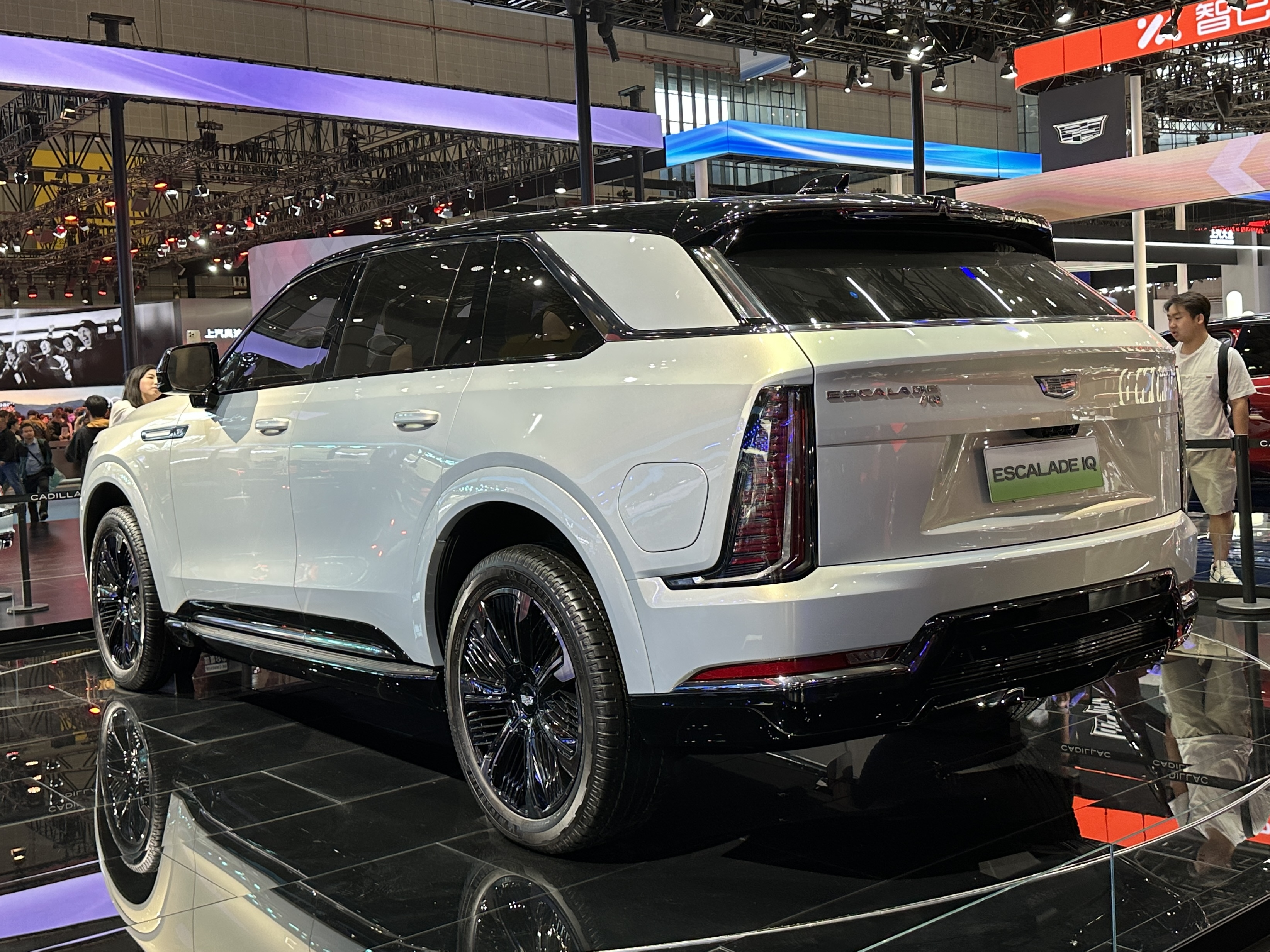

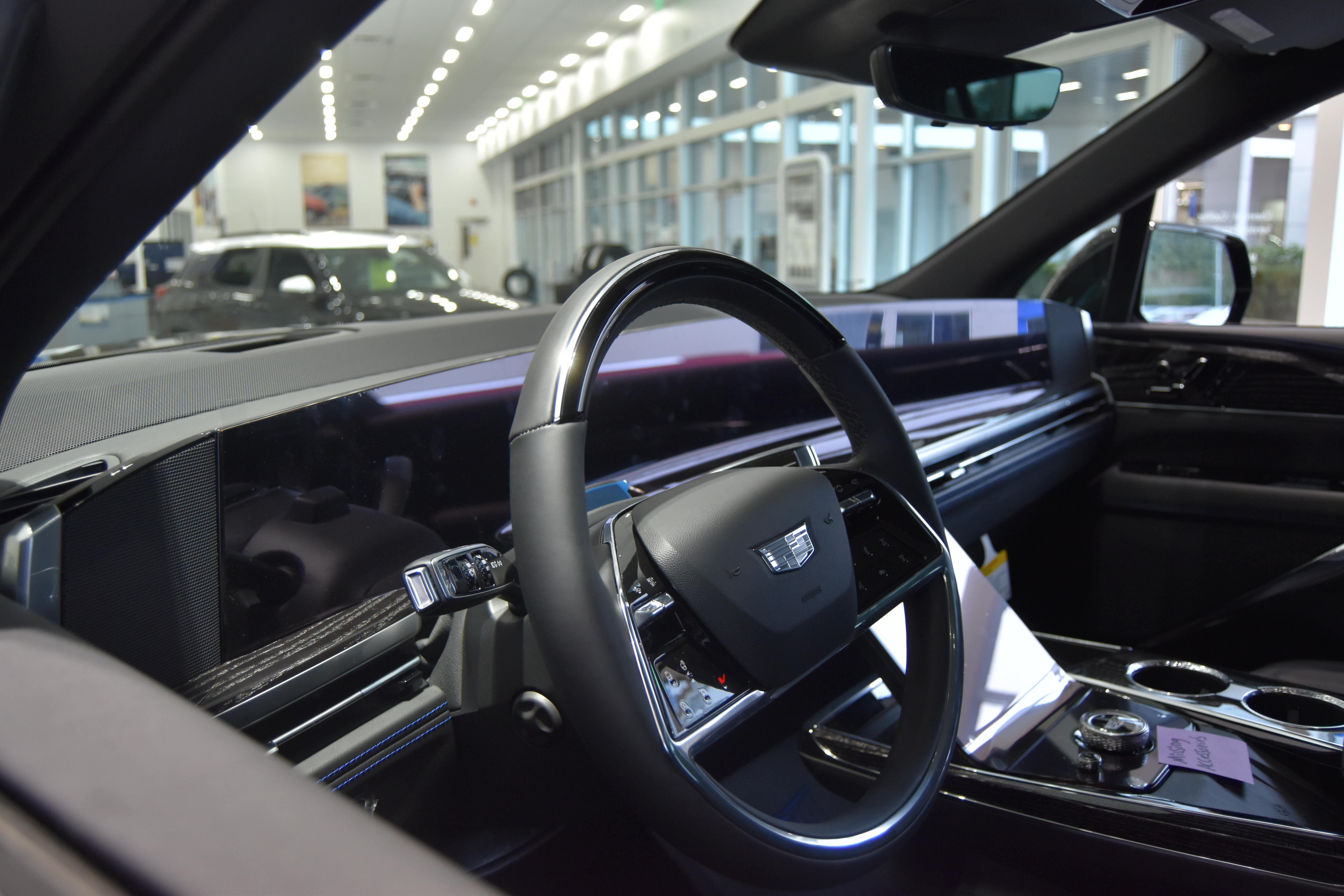

GM оголосив, що розробляє Cadillac Escalade IQ у травні 2023 року як акумуляторну електричну версію повнорозмірного позашляховика; деталі були опубліковані разом з оголошенням про модель на пресконференції в Нью-Йорку 9 серпня 2023 року. Виробництво Escalade IQ заплановано на завод у Детройті/Хемтрамку влітку 2024 року. Очікується, що варіант із подовженою колісною базою, що відповідає Escalade ESV, буде випущено у 2025 році; GM раніше мав торгові марки «Escalade IQ» і «Escalade IQL» у 2021 році. Escalade IQ/IQL — це перший електричний Cadillac, призначений для заміни існуючої моделі з двигунами внутрішнього згоряння.
Escalade IQ базується на технології Ultium від GM, батареї, двигуни та інші компоненти використовуються спільно з GMC Hummer EV, Chevrolet Silverado EV і Cruise Origin. 24-модульна батарея має ємність понад 200 кВт·год, що дає заявлений орієнтовний запас ходу 720 км. Пікова швидкість зарядки становить 350 кВт за допомогою джерела постійного струму 800 В; є вбудований зарядний пристрій змінного струму з максимальною вхідною потужністю 19,2 кВт.
На момент запуску двомоторний повнопривідний Escalade IQ буде оснащений двома режимами потужності: стандартний режим потужності досягає піків комбінованої потужності 690 к.с. і 834 Нм крутного моменту, а «Velocity Max» збільшує потужність до 760 к.с. і 1064 Нм крутного моменту. Задні колеса з'єднані з кермом, повертаються на 10 градусів або протилежно (на низьких швидкостях), або в тому ж напрямку, що й передні колеса (на швидкості на шосе), і дозволяють пересуватися по діагоналі, подібно до режиму «crabwalk» у Hummer EV.

## Cadillac Escalade EXT
Escalade EXT — пікап, випущений разом зі своїм двійником, Chevrolet Avalanche, в 2002 році підрозділом General Motors Cadillac.
Пікап оснащений композитною кабіною Convert-a-Cab, знявши яку можна трансформувати його у вантажівку з відкидними бортами. Як і модель Avalanche, модель EXT має четверо повнорозмірних дверей і розрахована на п'ять місць. EXT пропонується тільки в комплектації з двигуном 6,0 L V8 High Output. Ксенонові фари були запропоновані в 2003 році. Escalade EXT, разом з CTS, знімався у фільмі «Матриця: Перезавантаження» (продакт-плейсмент). Пікапи Escalade EXT виробляються тільки на заводі в Силао, Мексика.
Escalade EXT (на базі Cadillac Escalade) був створений як прямий конкурент пікапові Lincoln Blackwood (на основі Ford F-150). Він також конкурував з нещодавно знятим з виробництва Lincoln Mark LT (ще одна модель на базі пікапа F-150), дебютував у 2006 році. EXT конкурував з Ford F-150 Platinum.

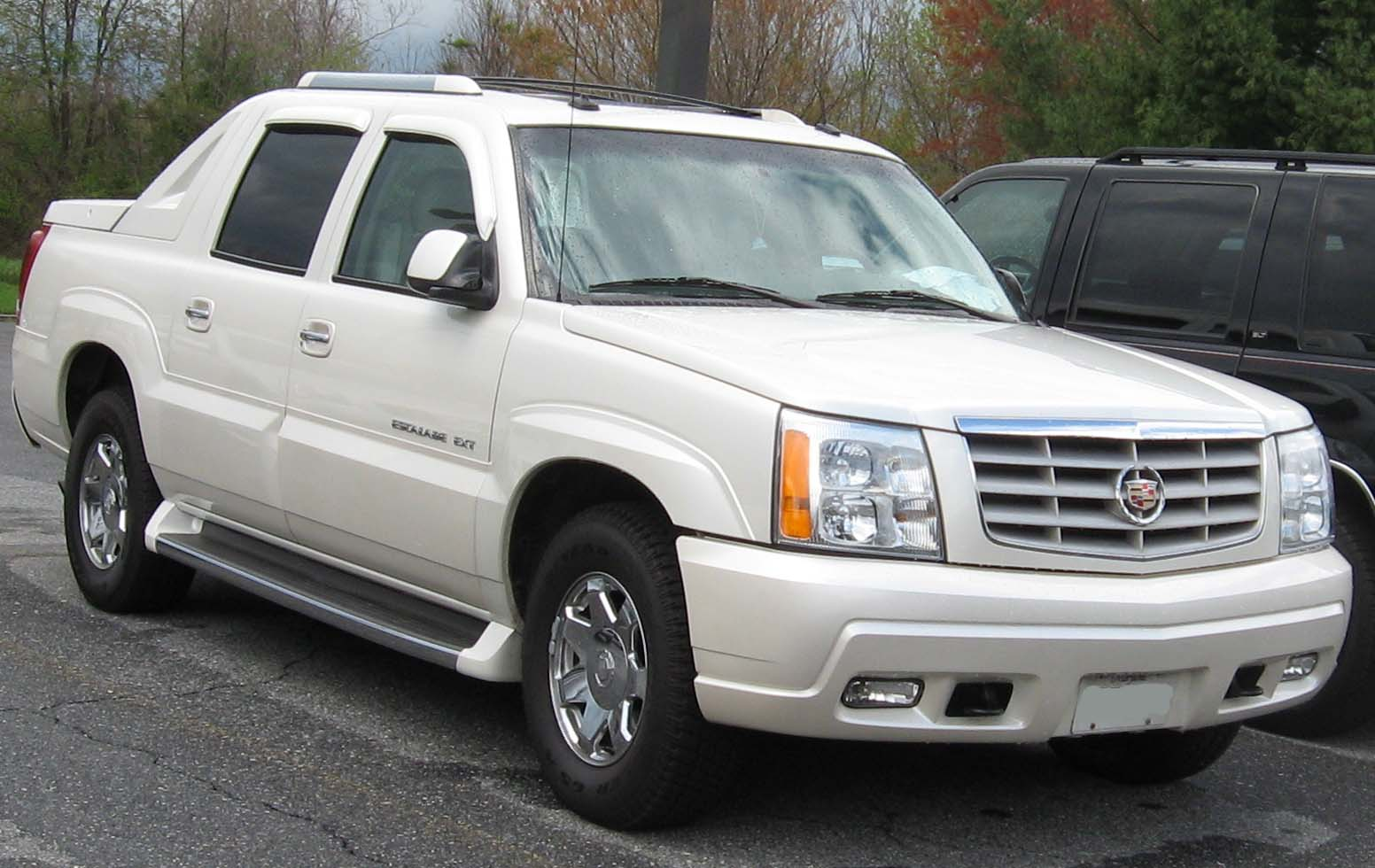
GMT800 Cadillac Escalade EXT
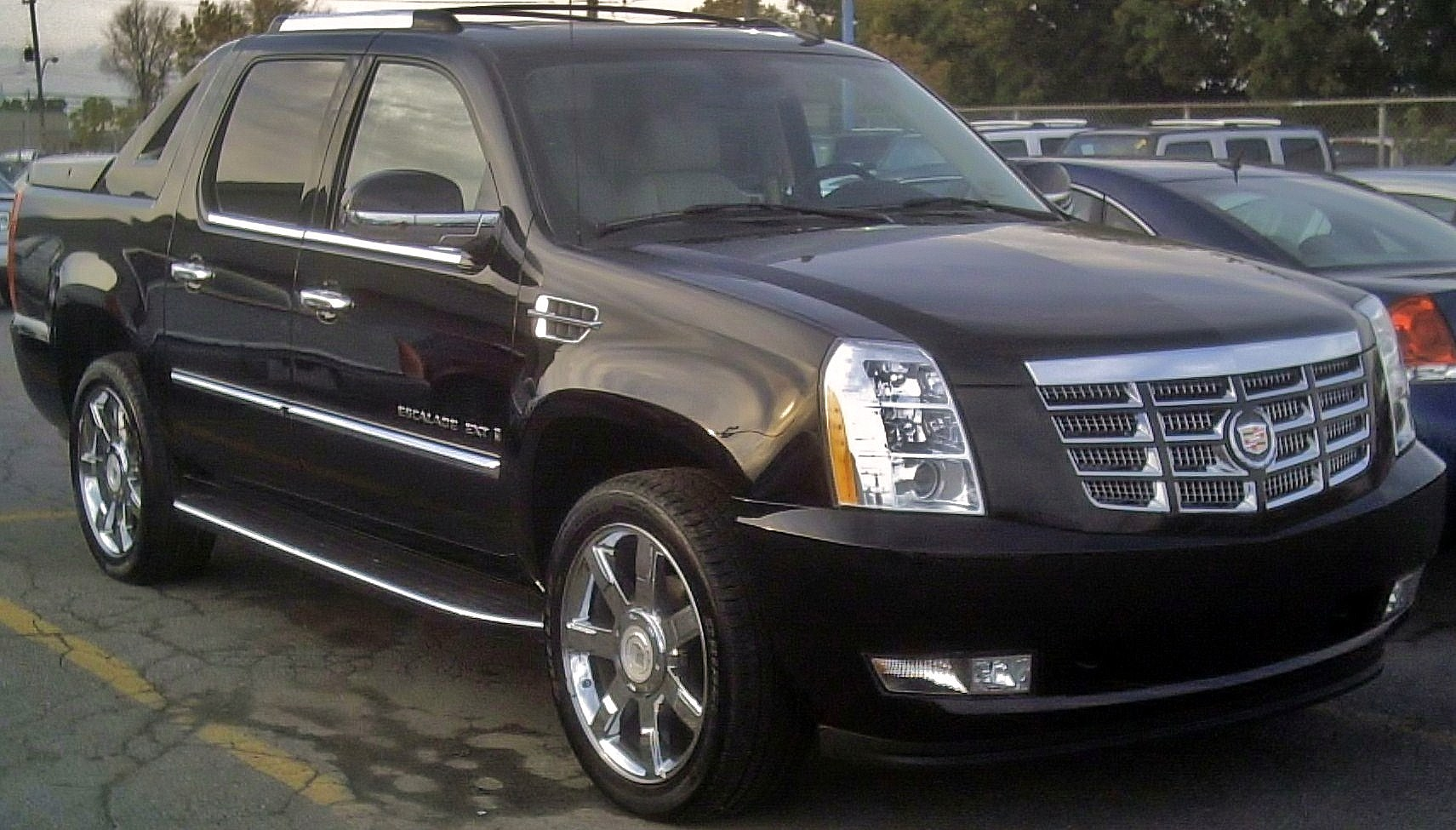
GMT900 Cadillac Escalade EXT

## Продажі в США
| Рік  | Escalade | EXT    | ESV    | Всього (в США) |
| ---- | -------- | ------ | ------ | -------------- |
| 1998 | 3,089    | -      | -      | 3,089          |
| 1999 | 23,897   | -      | -      | 23,897         |
| 2000 | 23,346   | -      | -      | 23,346         |
| 2001 | 31,270   | 546    | -      | 31,816         |
| 2002 | 36,114   | 13,494 | 36     | 49,644         |
| 2003 | 35,621   | 11,256 | 12,866 | 59,743         |
| 2004 | 36,994   | 9,638  | 15,618 | 62,250         |
| 2005 | 29,876   | 7,766  | 13,502 | 51,144         |
| 2006 | 39,017   | 7,019  | 16,170 | 62,206         |
| 2007 | 36,654   | 7,967  | 16,370 | 60,991         |
| 2008 | 23,947   | 4,709  | 11,054 | 39,710         |
| 2009 | 16,873   | 2,423  | 6,588  | 25,884         |
| 2010 | 16,118   | 2,082  | 8,674  | 26,874         |
| 2011 | 15,079   | 2,036  | 8,388  | 25,503         |
| 2012 | 12,615   | 1,934  | 8,083  | 22,632         |
| 2013 | 12,592   | 1,972  | 7,950  | 22,514         |
| 2014 | 19,482   | 53     | 10,987 | 30,522         |
| 2015 | 21,230   | Н/Д    | 14,691 | 35,921         |
| 2016 | 23,604   | Н/Д    | 15,488 | 39,092         |
| 2017 | 22,994   | Н/Д    | 14,700 | 37,694         |
| 2018 | 33,796   | Н/Д    | 3,076  | 36,872         |
| 2019 | 35,424   | Н/Д    | Н/Д    | 35,424         |
| 2020 | 24,547   | Н/Д    | Н/Д    | 24,547         |
| 2021 | 40,505   | Н/Д    | Н/Д    | 40,505         |
| 2022 | 40,247   | Н/Д    | Н/Д    | 40,247         |